# Italgas
Italgas S.p.A. er en italiensk naturgas-distributionsvirksomhed.
Den blev etableret i Torino i 1837 under navnet Compagnia di Illuminazione a Gaz per la Città di Torino.